# Markvartové z Hrádku
Markvartové z Hrádku jsou starý český vladycký rod pocházející z Hrádku u Sviňomaz nedaleko Stříbra.

## Historie

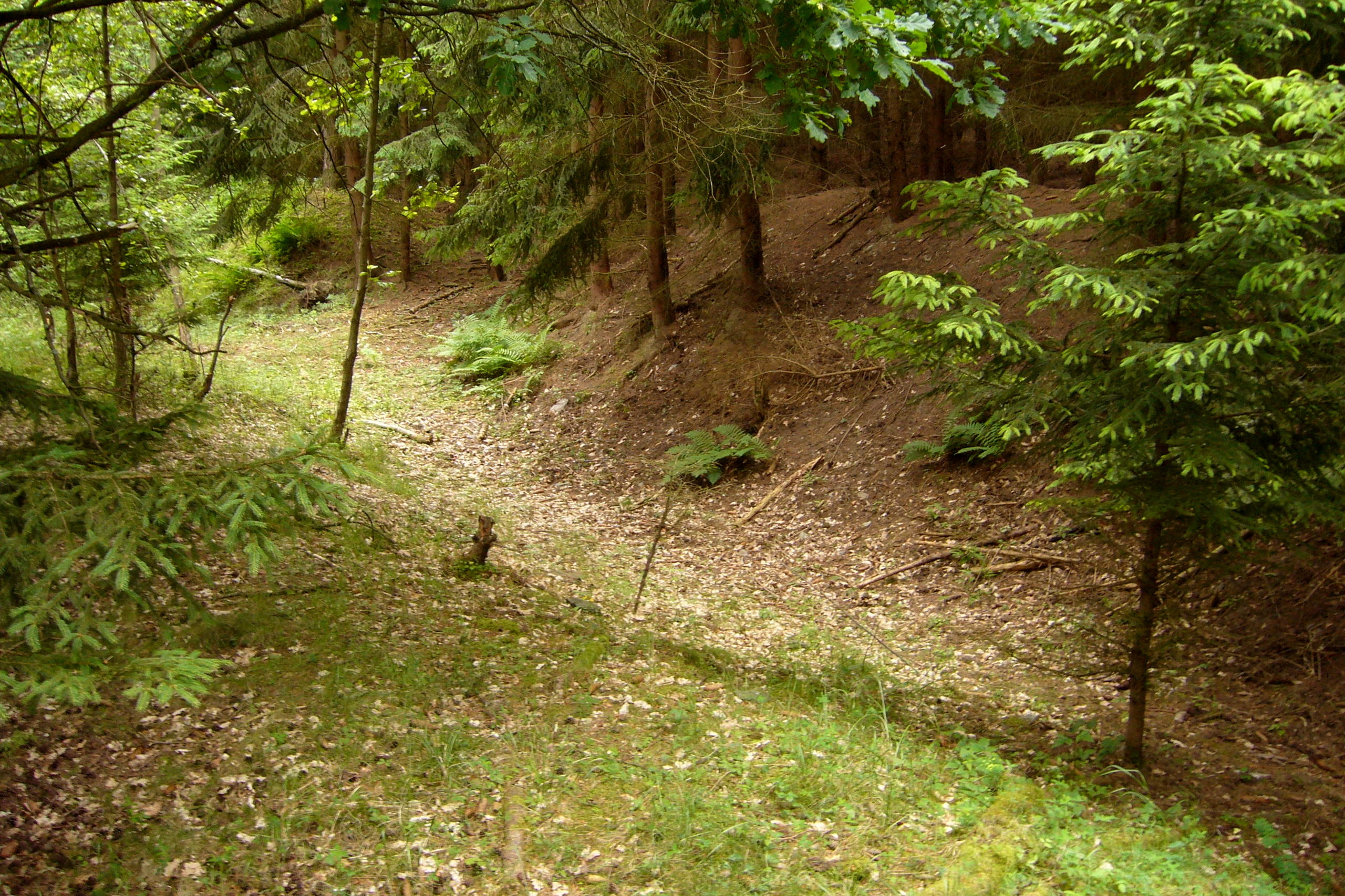
Severní příkop Sviňomazského hrádku

První předkové rodu se objevují koncem 14. století, jeden z nich se nazýval Markvart a od něj převzali jméno i další příslušníci rodu. Jan Markvart z Hrádku vlastnil Hrádek začátkem 15. století, poté jej prodal a koupi statek Řenč. Jeho sourozenci drželi např. Trpísty, Herštejn, Nekmíř, Strojetice či další statky v jiných částech Čech.
Šebestián se v roce 1538 stal purkrabím Karlštejna, Jiří válčil v Uhrách s Turky. I další příslušníci rodu sloužili v armádě. Diviš Markvart zdědil po otci Bělu a po strýci Nekmíř a Trpísty. Vykonával post plzeňského hejtmana, sepsal dějiny svého rodu. Po stavovském povstání, které podporoval, přišel konfiskací o veškerý majetek a zemřel v cizině.
Miroslav Markvart z Hrádku zakoupil roku 1651 panství Dub u Prachatic od Petra Kavky z Říčan.
Václav Arnošt sloužil na zemských úřadech, vypracoval se z postu místopísaře až k nejvyššímu písaři a královskému místodržícímu. Majestátem z roku 1723 obdržel úřad nejvyššího dědičného korouhevníka rytířského stavu.
František Václav vykonával funkci rady komorního soudu a hejtmana Pražského hradu, nikdy se neoženil, zůstal bez dědice a jím v roce 1743 celý rod vyhasl.

## Erb
V červeném štítě je zlaté břevno, které je v některých případech mřížované. Nad přilbou stála černá koule se zlatými plameny.

## Příbuzentvo
Spojili se s pány z Říčan, ze Šontálu, z Leskovce či z Bukova.